# Canale di Chacao
Il canale di Chacao è uno stretto che separa l'isola di Chiloé dal Cile continentale; collega  l'oceano Pacifico meridionale con il golfo di Ancud.
Nel 2013 il governo cileno ha finanziato un progetto per la costruzione di un ponte sullo stretto; l'entrata in funzione del ponte è prevista per il 2019.